# مدينة الأمير سلطان الطبية العسكرية
مدينة الأمير سلطان الطبية العسكرية (بالإنجليزية: Prince Sultan Military Medical City (PSMMC))‏ هي مدينة طبية عسكرية سعودية، تتبعها ثلاث مستشفيات عسكرية بالإضافة إلى مستوصفات ومراكز صحية أولية، وبسعة 920 سرير. تقع في العاصمة السعودية الرياض. وتقدم الخدمات لمراجعي العيادات الخارجية والمرضى المنومين في 23 تخصصًا طبيًا وجراحيًا، ومن أبرز هذه التخصصات القلب والأورام والأعصاب والمسالك البولية وأمراض الدم وزراعة نخاع العظم.

## مكونات المدينة
تتكون المدينة من ثلاثة مستشفيات عسكرية وهي:
- مدينة الأمير سلطان الطبية العسكرية: بالرياض، بسعة تسعمائة وعشرون سريرًا، وتقدم الخدمات للحالات الحادة. ويعمل في مدينة الأمير سلطان الطبية العسكرية بالرياض حوالي 7179 موظف من جنسيات متعددة، وقد افتتحه رسميًا الملك خالد بن عبد العزيز آل سعود رحمه الله في 12 محرم 1399 هـ.
- مستشفى المؤسسة العامة للصناعات الحربية: بالخرج، افتتحه الأمير سلطان بن عبد العزيز آل سعود رحمه الله في 8 مايو 1979، وهو مجهز بمائة وعشرة سرير، ويعمل فيه حوالي 285 موظفًا.
- مستشفى كلية الملك عبد العزيز الحربية: افتتح في 17 ذو الحجة 1403 هـ، ويستوعب 34 مريضًا منومًا، ويقدم الرعاية الطبية للأسرة والمجتمع وعلاج الأسنان وخدمات الإسعاف والطوارئ على مدى 24 ساعة للذين يتمتعون بأحقية العلاج فيه.
- مركز الأمير سلطان لأمراض وجراحة القلب: يقدم خدماته لمرضى القلب فقط.

بالإضافة إلى ذلك، تقدم العيادات الفرعية التالية (قصر العزيزية، إسكان قاعدة الرياض الجوية، إسكان الضباط الجنوبي، إسكان صف الضباط، إسكان الحرس الملكي، إسكان البحرية، قيادة القوات البحرية الدفاع الوطني، إسكان الأفراد) والتابعة للبرنامج خدمات طب الأسرة والمجتمع بشكل واسع.
لمحة تاريخية 